# 2002年の日本シリーズ
2002年の日本シリーズ（2002ねんのにっぽんシリーズ、2002ねんのにほんシリーズ）は、2002年10月26日から10月30日まで行われた、セ・リーグ優勝チームの読売ジャイアンツと、パ・リーグ優勝チームの西武ライオンズによる第53回プロ野球日本選手権シリーズである。

## 概要
2002年の日本シリーズは、原辰徳監督率いる読売ジャイアンツ（以下、巨人）と伊原春樹監督率いる西武ライオンズ（以下、西武）の対決となった。両者とも新人監督でありながら、巨人は全球団に勝ち越しての86勝、西武は90勝で2位と16.5ゲーム差をつけて優勝した。
巨人対西武（西鉄時代を含めて）の日本シリーズはこの年までに1956年・1957年・1958年・1963年・1983年・1987年・1990年・1994年と8回あり、西武が（西鉄時代を含めて）6勝2敗で、特に1990年は西武がストレート4連勝で制した。原監督は、シリーズ直前の合宿地で西武への印象を「苦手を通り越して、コンプレックス。トラウマ的なものさえ感じる」と述べていた。
シリーズは巨人がストレート4連勝で制覇した。シリーズストレート4連勝は1990年の西武以来12年ぶり4回目、21世紀に入ってからは初の事例である。巨人としては球団史上初の事例であり、セ・リーグチームのストレート4連勝は1960年の大洋ホエールズ以来42年ぶりの記録となった。また、巨人はこのシリーズで合計8名の投手が登板したが、全員1試合のみの登板であり、「複数試合に登板した投手がゼロ」という珍しい記録を残した。さらに巨人は1973年以来の外国人選手の出場なしになった。
清原和博と桑田真澄のKKコンビは、この年が現役として最後のリーグ優勝と日本一となった。
伊原は「巨人は誰一人故障者がいなくて戦力がそろっていました。うちは松坂大輔は故障明け。野手ではベンちゃん（和田一浩）が日本シリーズの数週間前に手首を痛めました。シーズン最後の10試合出られなくて、万全の状態じゃなかった。投打の主力が故障明けだと勝てる材料がなくなってしまう。選手にはもちろんそんなことは言えません。選手もやっても負けだなと思ってしまいますからね。」と回顧している。しかし伊原が故障者がいないと見ていた巨人も、実際には清原和博が手首と太ももの故障で出場が危ぶまれており、清原の「体が壊れてもいいから、やらせてください」との直訴を受け、清原の気持ちを汲んだ原が起用したという。和田は15打数0安打に終わった。
西武の投手コーチ松沼博久は第1戦の東京ドームだったこともありチームトップの15勝を挙げた西口が日本シリーズでの成績が悪い事や東京ドームでの成績が悪かったこともあり、先発投手は終盤調子を上げ8勝をした石井貴を推薦した。伊原は松坂を第1戦先発させたが、松沼は「（松坂は）後半復帰しましたが、万全の状態ではないエース。不安しかありませんでした。松坂ではないと巨人には勝てない。そんな思いがあったのかもしれません。」と述べ、松沼の不安的中し3回に清水隆行と清原に2ラン浴びて4失点KO、3連敗の後に第4戦では西口が好投していたが同点の6回の場面で松坂をリリーフ登板させたが4失点、2敗を喫した。
巨人がこのシリーズを制したことにより、日本シリーズにおけるセントラル・リーグ優勝チームの勝敗が32勝21敗、勝ち越し11となり、1973年に巨人がいわゆるV9を達成した際（17勝7敗）、および1981年（21勝11敗）、1985年（23勝13敗）各シリーズ終了時の勝ち越し10を上回り史上最多となった。
平成では最後のセ・リーグチームの日本シリーズ連覇となった。

## 出場有資格者
| 読売ジャイアンツ | 読売ジャイアンツ | 読売ジャイアンツ       |
| ---------------- | ---------------- | ---------------------- |
| 監督             | 83               | 原辰徳                 |
| コーチ           | 84               | 鹿取義隆(ヘッド)       |
| コーチ           | 81               | 篠塚和典(総合)         |
| コーチ           | 85               | 斎藤雅樹(投手)         |
| コーチ           | 87               | 吉村禎章(打撃)         |
| コーチ           | 82               | 鈴木康友(内野守備走塁) |
| コーチ           | 88               | 西岡良洋(外野守備走塁) |
| コーチ           | 89               | 村田真一(バッテリー)   |
| コーチ           | 77               | 淡口憲治(二軍打撃)     |
| 投手             | 15               | 河原純一               |
| 投手             | 17               | 高橋尚成               |
| 投手             | 18               | 桑田真澄               |
| 投手             | 19               | 上原浩治               |
| 投手             | 20               | 入来祐作               |
| 投手             | 27               | 河本育之               |
| 投手             | 28               | 岡島秀樹               |
| 投手             | 29               | 前田幸長               |
| 投手             | 36               | 石川雅実               |
| 投手             | 38               | 谷浩弥                 |
| 投手             | 39               | 三浦貴                 |
| 投手             | 43               | 真田裕貴               |
| 投手             | 47               | 工藤公康               |
| 投手             | 49               | 柏田貴史               |
| 投手             | 54               | 酒井順也               |
| 投手             | 57               | 條辺剛                 |
| 投手             | 61               | H.アルモンテ           |
| 投手             | 67               | 鴨志田貴司             |
| 捕手             | 10               | 阿部慎之助             |
| 捕手             | 12               | 村田善則               |
| 捕手             | 23               | 吉永幸一郎             |
| 捕手             | 46               | 小田幸平               |
| 内野手           | 00               | 後藤孝志               |
| 内野手           | 0                | 川中基嗣               |
| 内野手           | 2                | 元木大介               |
| 内野手           | 5                | 清原和博               |
| 内野手           | 6                | 川相昌弘               |
| 内野手           | 7                | 二岡智宏               |
| 内野手           | 8                | 仁志敏久               |
| 内野手           | 33               | 江藤智                 |
| 内野手           | 35               | 福井敬治               |
| 内野手           | 45               | 黒田哲史               |
| 内野手           | 60               | 宮﨑一彰               |
| 外野手           | 9                | 清水隆行               |
| 外野手           | 24               | 高橋由伸               |
| 外野手           | 37               | 斉藤宜之               |
| 外野手           | 44               | 堀田一郎               |
| 外野手           | 55               | 松井秀喜               |
| 外野手           | 58               | 山田真介               |
| 外野手           | 68               | 鈴木尚広               |

| 西武ライオンズ | 西武ライオンズ | 西武ライオンズ                   |
| -------------- | -------------- | -------------------------------- |
| 監督           | 73             | 伊原春樹                         |
| コーチ         | 27             | 伊東勤(総合兼捕手)               |
| コーチ         | 77             | 松沼博久(投手)                   |
| コーチ         | 85             | 広橋公寿(打撃)                   |
| コーチ         | 75             | 金森栄治(打撃補佐)               |
| コーチ         | 79             | 笘篠誠治(守備走塁)               |
| コーチ         | 44             | 清水雅治(守備走塁補佐兼外野手)   |
| コーチ         | 81             | 鈴木葉留彦(二軍監督)             |
| コーチ         | 71             | 松沼雅之(二軍投手)               |
| コーチ         | 80             | 森山良二(二軍投手兼トレーニング) |
| 投手           | 13             | 西口文也                         |
| 投手           | 16             | 潮崎哲也                         |
| 投手           | 17             | 許銘傑                           |
| 投手           | 18             | 松坂大輔                         |
| 投手           | 19             | 森慎二                           |
| 投手           | 20             | 豊田清                           |
| 投手           | 21             | 石井貴                           |
| 投手           | 25             | 内薗直樹                         |
| 投手           | 26             | 星野智樹                         |
| 投手           | 29             | 三井浩二                         |
| 投手           | 35             | 土肥義弘                         |
| 投手           | 43             | 水尾嘉孝                         |
| 投手           | 50             | 後藤光貴                         |
| 投手           | 99             | 張誌家                           |
| 捕手           | 22             | 中嶋聡                           |
| 捕手           | 27             | 伊東勤                           |
| 捕手           | 46             | 野田浩輔                         |
| 捕手           | 47             | 細川亨                           |
| 捕手           | 64             | 犬伏稔昌                         |
| 内野手         | 3              | S.マクレーン                     |
| 内野手         | 4              | 高木浩之                         |
| 内野手         | 7              | 松井稼頭央                       |
| 内野手         | 8              | 鈴木健                           |
| 内野手         | 10             | 髙木大成                         |
| 内野手         | 23             | 平尾博嗣                         |
| 内野手         | 34             | T.エバンス                       |
| 内野手         | 42             | A.カブレラ                       |
| 内野手         | 45             | 古屋剛                           |
| 内野手         | 57             | 上田浩明                         |
| 外野手         | 1              | 高山久                           |
| 外野手         | 5              | 和田一浩                         |
| 外野手         | 12             | 柴田博之                         |
| 外野手         | 30             | 佐藤友亮                         |
| 外野手         | 31             | 小関竜也                         |
| 外野手         | 37             | 大友進                           |
| 外野手         | 39             | 貝塚政秀                         |
| 外野手         | 51             | 大島裕行                         |
| 外野手         | 55             | 垣内哲也                         |
| 外野手         | 58             | 宮地克彦                         |

## 試合結果
| 日付                                    | 試合   | ビジター球団（先攻） | スコア | ホーム球団（後攻） | 開催球場   |
| --------------------------------------- | ------ | -------------------- | ------ | ------------------ | ---------- |
| 10月26日（土）                          | 第1戦  | 西武ライオンズ       | 1 - 4  | 読売ジャイアンツ   | 東京ドーム |
| 10月27日（日）                          | 第2戦  | 西武ライオンズ       | 4 - 9  | 読売ジャイアンツ   | 東京ドーム |
| 10月28日（月）                          | 移動日 | 移動日               | 移動日 | 移動日             | 移動日     |
| 10月29日（火）                          | 第3戦  | 読売ジャイアンツ     | 10 - 2 | 西武ライオンズ     | 西武ドーム |
| 10月30日（水）                          | 第4戦  | 読売ジャイアンツ     | 6 - 2  | 西武ライオンズ     | 西武ドーム |
| 優勝：読売ジャイアンツ（2年ぶり20回目） |        |                      |        |                    |            |

### 第1戦
国歌独唱は松本幸四郎が担当。始球式は北の湖敏満（当時日本相撲協会理事長）が務めた。
|      | 1 | 2 | 3 | 4 | 5 | 6 | 7 | 8 | 9 | R | H | E |
| ---- | - | - | - | - | - | - | - | - | - | - | - | - |
| 西武 | 0 | 0 | 0 | 0 | 0 | 0 | 0 | 0 | 1 | 1 | 6 | 1 |
| 巨人 | 0 | 0 | 4 | 0 | 0 | 0 | 0 | 0 | X | 4 | 6 | 0 |

1. 西：松坂、三井、後藤、土肥 - 伊東、中嶋聡
2. 巨：上原 - 阿部
3. 勝利：上原（1勝）
4. 敗戦：松坂（1敗）
5. 本塁打
西：カブレラ1号ソロ（9回・上原）
巨：清水1号2ラン（3回・松坂）、清原1号2ラン（3回・松坂）
6. 審判
［球審］友寄
［塁審］一塁：山本、二塁：眞鍋、三塁：山村
［外審］左翼：森、右翼東
7. 試合時間：2時間55分

| 西武 | 西武 | 西武     |
| 打順 | 守備 | 選手     |
| ---- | ---- | -------- |
| 1    | [遊] | 松井     |
| 2    | [右] | 小関     |
| 3    | [中] | 宮地     |
|      | 投   | 後藤     |
|      | 打   | エバンス |
|      | 投   | 土肥     |
| 4    | [一] | カブレラ |
| 5    | [左] | 和田     |
| 6    | [三] | 平尾     |
| 7    | [投] | 松坂     |
|      | 打   | 貝塚     |
|      | 投   | 三井     |
|      | 中   | 大友     |
| 8    | [捕] | 伊東     |
|      | 打   | 鈴木     |
|      | 捕   | 中嶋聡   |
| 9    | [二] | 高木浩   |

| 巨人 | 巨人   | 巨人   |
| 打順 | 守備   | 選手   |
| ---- | ------ | ------ |
| 1    | [左]   | 清水   |
| 2    | [遊]   | 二岡   |
| 3    | [右]   | 高橋由 |
| 4    | [中]   | 松井   |
| 5    | [一]   | 清原   |
|      | 三     | 川相   |
| 6    | [捕]   | 阿部   |
| 7    | [三]一 | 江藤   |
| 8    | [二]   | 仁志   |
| 9    | [投]   | 上原   |

巨人はこの年最多勝を獲得した上原、西武の先発は故障で6勝止まりだった松坂の先発でシリーズが開幕した。総合コーチ兼捕手の伊東勤は、同シリーズ前に行われた球団幹部との食事会で第1戦の先発投手の話題になり松坂が右肘の状態が良くない事もあり伊東は同年10勝した左腕の三井浩二を推したが球団首脳の鶴の一言で松坂が先発になったという。初回、西武は先頭の松井稼が初球をセンター前にヒットを放ち出塁。続く小関のバントは二塁で封殺となり、4番カブレラが四球で出塁してチャンスを広げるも和田が二塁ゴロに倒れて先制ならず。巨人は3回裏、上原がチーム初安打で出塁すると、清水がシリーズ初本塁打となる2点本塁打。ここから打線がつながり、松井は三振を喫したものの、清原が「日本シリーズの中でも、一番思い出に残っている打席」と語る「ストレート一本狙いで打った」2点本塁打による追加点でこの回4点を先制した。西武の先発松坂は結局3回でKO。その後は上原が西武打線を封じ、そのまま9回のマウンドへ。上原はこの回、先頭のカブレラにソロ本塁打を打たれ完封は逃したが、後続を打ち取り完投勝利を挙げ巨人が白星を挙げた。巨人は日本シリーズ初戦の連敗を5で止めた。その巨人は日本シリーズ先勝は21世紀初で15年ぶり。
公式記録関係（NPB.jp 日本野球機構）

### 第2戦
|      | 1 | 2 | 3 | 4 | 5 | 6 | 7 | 8 | 9 | R | H  | E |
| ---- | - | - | - | - | - | - | - | - | - | - | -- | - |
| 西武 | 0 | 0 | 0 | 0 | 0 | 1 | 0 | 2 | 1 | 4 | 9  | 0 |
| 巨人 | 1 | 0 | 6 | 0 | 0 | 0 | 2 | 0 | X | 9 | 13 | 0 |

1. 西：石井、許、三井、森 - 伊東、野田
2. 巨：桑田、岡島、前田 - 阿部
3. 勝利：桑田（1勝）
4. 敗戦：石井（1敗）
5. 本塁打
西：カブレラ2号2ラン（8回・岡島）
6. 審判
［球審］東
［塁審］一塁：森、二塁：山本、三塁：眞鍋
［外審］左翼：中村、右翼：笠原
7. 試合時間：3時間16分

| 西武 | 西武 | 西武       |
| 打順 | 守備 | 選手       |
| ---- | ---- | ---------- |
| 1    | [遊] | 松井       |
| 2    | [右] | 小関       |
| 3    | [中] | 宮地       |
|      | 打   | 犬伏       |
|      | 中   | 大友       |
| 4    | [一] | カブレラ   |
| 5    | [左] | 和田       |
| 6    | [三] | 平尾       |
|      | 投   | 三井       |
|      | 打   | 髙木大     |
|      | 投   | 森         |
|      | 打   | 佐藤友     |
| 7    | [捕] | 伊東       |
|      | 捕   | 野田       |
| 8    | [投] | 石井       |
|      | 投   | 許         |
|      | 打三 | マクレーン |
| 9    | [二] | 高木浩     |

| 巨人 | 巨人 | 巨人   |
| 打順 | 守備 | 選手   |
| ---- | ---- | ------ |
| 1    | [左] | 清水   |
| 2    | [遊] | 二岡   |
| 3    | [右] | 高橋由 |
| 4    | [中] | 松井   |
| 5    | [一] | 清原   |
|      | 三   | 元木   |
| 6    | [捕] | 阿部   |
| 7    | [三] | 江藤   |
|      | 一   | 斉藤   |
| 8    | [二] | 仁志   |
| 9    | [投] | 桑田   |
|      | 投   | 岡島   |
|      | 打   | 吉永   |
|      | 走   | 鈴木   |
|      | 投   | 前田   |

巨人は最優秀防御率のタイトルを獲得し復活を遂げた桑田が日本シリーズでは1994年の第5戦以来となる先発、対する西武は石井貴が先発した。西武は前日に続いて初回にチャンスを作り、内野安打と2死四球で2死満塁のチャンスを作るが桑田が二塁に牽制球を投げ、この間に三塁走者の小関が本塁に行くがアウトとなりチャンスを潰す。その裏、巨人は2死2塁のチャンスで松井が左中間への先制適時二塁打。3回裏、先頭の桑田のヒットを足がかりに5連打と打者一巡の猛攻で一挙6点を入れ石井を早々にKOした。そして7回にもだめ押しの2点を追加。巨人が終始圧倒する結果になった。桑田は大量援護に守られ7回1失点と好投。西武は8回から登板した岡島からカブレラが2ラン本塁打を放つが反撃が遅かった。巨人は桑田の8年ぶりの日本シリーズ勝利を挙げチームも連勝した。日本シリーズで開幕2連勝は他球団、巨人と共に21世紀初で、20世紀を含むと他球団としては2年ぶりで、巨人としては30年ぶり。
公式記録関係（NPB.jp 日本野球機構）

### 第3戦
国歌独唱は伊東美咲、原沙知絵、音羽ゆりかご会。始球式は北島康介。
|      | 1 | 2 | 3 | 4 | 5 | 6 | 7 | 8 | 9 | R  | H  | E |
| ---- | - | - | - | - | - | - | - | - | - | -- | -- | - |
| 巨人 | 0 | 1 | 2 | 4 | 0 | 0 | 1 | 2 | 0 | 10 | 13 | 0 |
| 西武 | 1 | 0 | 0 | 0 | 0 | 0 | 0 | 1 | 0 | 2  | 8  | 0 |

1. 巨：工藤、條辺 - 阿部
2. 西：張、三井、許、土肥、潮崎 - 伊東、中嶋聡
3. 勝利：工藤（1勝）
4. 敗戦：張（1敗）
5. 本塁打
巨：清原2号ソロ（2回・張）、二岡1号満塁（4回・三井）、高橋由1号2ラン（8回・土肥）
西：松井1号ソロ（8回・工藤）
6. 審判
［球審］笠原
［塁審］一塁：中村、二塁：森、三塁：山本
［外審］左翼：友寄、右翼：山村
7. 試合時間：3時間15分

| 巨人 | 巨人   | 巨人   |
| 打順 | 守備   | 選手   |
| ---- | ------ | ------ |
| 1    | [左]   | 清水   |
| 2    | [遊]   | 二岡   |
| 3    | [右]   | 高橋由 |
| 4    | [中]   | 松井   |
| 5    | [指]   | 清原   |
|      | 走指   | 鈴木   |
|      | 打指   | 後藤   |
| 6    | [捕]   | 阿部   |
| 7    | [一]   | 斉藤   |
|      | 打三   | 元木   |
| 8    | [三]一 | 江藤   |
| 9    | [二]   | 仁志   |

| 西武 | 西武   | 西武       |
| 打順 | 守備   | 選手       |
| ---- | ------ | ---------- |
| 1    | [遊]   | 松井       |
| 2    | [右]中 | 小関       |
| 3    | [指]   | 犬伏       |
| 4    | [一]   | カブレラ   |
| 5    | [左]   | 和田       |
| 6    | [中]   | 佐藤友     |
|      | 打右   | 垣内       |
| 7    | [三]   | マクレーン |
| 8    | [捕]   | 伊東       |
|      | 打     | 柴田       |
|      | 捕     | 中嶋聡     |
| 9    | [二]   | 平尾       |

第3戦は西武ドームに舞台を移した。西武は本拠地がドーム化してからは初の日本シリーズ開催となった。西武はシーズン途中に加入して10勝を挙げた張、対する巨人は古巣相手に投げることになった39歳のベテラン工藤が先発。西武は初回、1死1.2塁のチャンスでカブレラが先制タイムリーを放ち、シリーズ初めて西武が先制点を挙げた。チャンスは続いたが和田と佐藤友が倒れてこの回は1点止まり。2回表、巨人は清原のシリーズ2号ソロ本塁打で同点に追いつくと、続く3回表には清水のタイムリー、松井のライトへの二塁打で2点を追加しリードを広げる。4回表にはチャンスを広げると、ここで西武は先発の張を諦め三井を投入する。その三井から無死満塁から2死満塁となり二岡がシリーズ第1号となる満塁本塁打を放ち、リードを6点に広げた。7回表には2死1.2塁から途中出場の元木のセンター前のタイムリー、8回には高橋由もシリーズ第1号2ラン本塁打を放ち勝負あり。その裏、西武は松井稼のソロ本塁打を放つも打線が繋がらなかった。先発の工藤は四球を出さず、8回2失点の好投で巨人移籍後初の日本シリーズ勝利を挙げた(両リーグでの勝利投手は史上3人目の快挙)。巨人は2年ぶりの日本一に王手を賭けた。日本シリーズで開幕3連勝は他球団、巨人と共に21世紀初で、20世紀を含むと他球団としては6年ぶりで巨人としては32年ぶり。一方の西武は投手陣が炎上し、3連敗で5番の和田も依然ノーヒットのままでついに後がなくなってしまった。
公式記録関係（NPB.jp 日本野球機構）

### 第4戦
|      | 1 | 2 | 3 | 4 | 5 | 6 | 7 | 8 | 9 | R | H | E |
| ---- | - | - | - | - | - | - | - | - | - | - | - | - |
| 巨人 | 0 | 2 | 0 | 0 | 0 | 3 | 1 | 0 | 0 | 6 | 6 | 1 |
| 西武 | 0 | 0 | 0 | 0 | 2 | 0 | 0 | 0 | 0 | 2 | 4 | 1 |

1. 巨：高橋尚、河原 - 阿部
2. 西：西口、松坂、森、豊田 - 中嶋聡、野田
3. 勝利：高橋尚（1勝）
4. 敗戦：松坂（2敗）
5. 本塁打
巨：斉藤1号2ラン（2回・西口）
西：エバンス1号2ラン（5回・高橋尚）
6. 審判
［球審］山村
［塁審］一塁：友寄、二塁：中村、三塁：森
［外審］左翼：東、右翼：眞鍋
7. 試合時間：3時間12分

| 巨人 | 巨人   | 巨人   |
| 打順 | 守備   | 選手   |
| ---- | ------ | ------ |
| 1    | [左]   | 清水   |
| 2    | [遊]   | 二岡   |
| 3    | [右]   | 高橋由 |
|      | 走     | 鈴木   |
|      | 三     | 元木   |
| 4    | [中]   | 松井   |
| 5    | [指]   | 清原   |
|      | 走指   | 川中   |
| 6    | [捕]   | 阿部   |
| 7    | [一]右 | 斉藤   |
| 8    | [三]   | 江藤   |
|      | 打一   | 後藤   |
| 9    | [二]   | 仁志   |

| 西武 | 西武   | 西武       |
| 打順 | 守備   | 選手       |
| ---- | ------ | ---------- |
| 1    | [遊]   | 松井       |
| 2    | [右]中 | 小関       |
| 3    | [三]   | マクレーン |
| 4    | [一]   | カブレラ   |
| 5    | [左]   | 和田       |
| 6    | [中]   | 佐藤友     |
|      | 打右   | 垣内       |
|      | 打     | 柴田       |
| 7    | [指]   | エバンス   |
| 8    | [捕]   | 中嶋聡     |
|      | 打     | 犬伏       |
|      | 捕     | 野田       |
| 9    | [二]   | 高木浩     |

ついに後がなくなった西武はこの年15勝を挙げた西口、対する巨人は自身初の2桁勝利を挙げた高橋尚が先発した。巨人は2回表、前日に続いて「7番・一塁」でスタメンの斉藤が2ラン本塁打を放ち先制。西武も5回裏にエバンスの2ラン本塁打で追いつく。西武が先制されながら追いついたのは今シリーズ初めてだった。西武の先発・西口は5回まで2安打2失点と好投を見せたが、勝負所と思ったのか西口を5回でマウンドから降ろし、第1戦で先発した松坂を2番手で送り出した。だが、これが西武にとって大きな誤算となってしまう。
巨人は6回表、死球で負傷交代した高橋の代走鈴木が二盗を決めたが松井・清原が立て続けに三振に倒れツーアウト。しかし阿部に死球を与えると、続く斉藤の左適時打で鈴木が勝ち越しのホームイン。続く江藤の代打・後藤の三塁打でこの回3点を加えた。さらに7回表にも巨人は清原の適時打で1点を追加。リードを4点に広げた。結局、松坂は2回4失点で降板。逆に、巨人の先発高橋尚は8回を2失点に抑える好投を見せた。そして、9回にはここまで出番のなかった抑えの河原が登板。2死を取り、代打柴田にヒットを許すが続くエバンスを三振に抑え試合終了。河原は抑え転向1年目で見事に胴上げ投手となった。この瞬間に巨人が1990年の西武以来、12年ぶりかつ21世紀初と球団史上初となるストレートの4連勝で2年ぶり・20回目の日本一を達成し、原監督は監督就任後、初の日本一となった。その一方で、西武は西口を除く先発投手陣の不調に加え、第4戦における松坂の炎上や打線でもこの年大ブレークした和田が15打数ノーヒットに抑えられ、ストレートの4連敗で10年ぶりの日本一とはならなかった。
なお、巨人では松井がオフにFA宣言でメジャーリーグのニューヨーク・ヤンキースに移籍したためこの試合が日本での最後の試合となった。
上記の通りに日本シリーズのセ・リーグチームの連覇はこの年を最後に達成せず、平成最後のセ・リーグチームの日本シリーズ連覇となった。
公式記録関係（NPB.jp 日本野球機構）

## 表彰選手
- 最高殊勲選手賞：二岡智宏（巨人）-打率.474（19打数9安打）5打点。第1戦から3試合連続猛打賞、第1戦の第2打席から第2戦の第2打席まで5打席連続安打[注釈 5]、第3戦で三井から満塁本塁打。巨人の野手のMVPは前々年の松井秀喜以来11人目（14度目）。巨人の右打者のMVP受賞は1971年の末次民夫以来31年ぶり6人目（9度目）。また、巨人の遊撃手としてのMVP受賞は史上初の快挙。
- 敢闘選手賞：アレックス・カブレラ（西武）-第1戦から2試合連続本塁打と3試合連続打点をマークし、1人気を吐く。
- 優秀選手賞：清原和博（巨人）-第1戦で松坂から東京ドームの看板を直撃する本塁打を含む2本塁打放ち、日本一に貢献。
- 優秀選手賞：上原浩治（巨人）-第1戦で12奪三振、1失点完投勝利で日本一に貢献。防御率1.00。
- 優秀選手賞：斉藤宜之（巨人）日本一を決めた第4戦で先制本塁打を含む3安打を放ち、打率.571（7打数4安打）をマーク。

## テレビ・ラジオ中継

### テレビ中継
第1戦
- 日本テレビ≪日本テレビ系列 制作・日本テレビ≫
  - 実況：船越雅史　解説：江川卓、中畑清　ゲスト解説：長嶋茂雄　ゲスト：唐沢寿明[注釈 6]　
  - レポーター：山下末則（巨人サイド）、多昌博志（西武サイド）
  - 放送時間:17:30 - 21:14（20分延長）

第2戦
- 日本テレビ≪日本テレビ系列 制作・日本テレビ≫
  - 実況：村山喜彦　解説：掛布雅之、水野雄仁　ゲスト解説：谷繁元信（中日）　
  - レポーター：山下末則（巨人サイド）、吉田填一郎（西武サイド）
  - 放送時間:17:45 - 21:34（40分延長）

第3戦
- テレビ朝日≪テレビ朝日系列 制作・テレビ朝日≫
  - 実況：中山貴雄　解説：東尾修、栗山英樹　ネット裏球種解説：渡辺久信
  - 副音声 実況: ウェイン・グラシック  解説 マーティ・キーナート[注釈 7]
  - ゲスト解説：長嶋茂雄[注釈 8]、高津臣吾（ヤクルト）　ゲスト：伊東美咲、原沙知絵、長嶋一茂[注釈 9]
  - レポーター：大塚光二（西武サイド）、義田貴士（巨人サイド）
  - 放送時間:18:17 - 21:54（60分延長）
  - BS朝日　
  - 実況：川島淳 解説：仰木彬（ABC）

第4戦
- TBS≪TBS系列 制作・TBS≫　（※BS-iでも放送された）
  - 実況：松下賢次　解説：衣笠祥雄、牛島和彦　ゲスト解説：三浦大輔（横浜）　
  - レポーター：椎野茂（西武サイド）、初田啓介（巨人サイド）
  - 放送時間:18:10 - 21:54（60分延長）

※関東地区での視聴率は（ビデオリサーチ調べ）、第1戦（日本テレビ系）は30.5%。 第2戦（日本テレビ系）は28.8%。第3戦（テレビ朝日系）は25.8%。第4戦（TBS系）は29.5%だった。

### ラジオ中継
第1戦
- NHKラジオ第1　解説：大野豊、小早川毅彦
- TBSラジオ（JRN）　実況：林正浩　解説：槙原寛己　ゲスト解説：谷繁元信
- ニッポン放送（NRN）　実況：小野浩慈　解説：大久保博元　ゲスト解説：池山隆寛（ヤクルトを同年引退）レポーター：松本秀夫、師岡正雄
- 文化放送・ラジオ大阪　実況：鈴木光裕　解説：東尾修　ゲスト解説：若松勉（ヤクルト監督）
- ラジオ日本　実況：山田透　解説：広岡達朗　ゲスト解説：宮本慎也（ヤクルト）　ベンチレポーター：岩田暁美
- NACK5　実況：松岡俊道　ゲスト：みなみらんぼう

第2戦
- NHKラジオ第1　解説：山下大輔　ゲスト解説：谷繁元信
- TBSラジオ（JRN）　実況：初田啓介　解説：牛島和彦　ゲスト解説：井端弘和（中日）
- 文化放送（NRN）　実況：斉藤一美　解説：渡辺久信　ゲスト解説：池山隆寛
- ニッポン放送・ラジオ大阪　実況：松本秀夫　解説：江本孟紀　ゲスト解説：宮本慎也 レポーター：松本秀夫、小野浩慈
- ラジオ日本　実況：染谷恵二　解説：柴田勲　ゲスト解説：武田一浩（巨人を同年引退）　ベンチレポーター：岩田暁美
- NACK5　実況：坂信一郎　ゲスト：土屋滋生

第3戦
- NHKラジオ第1　解説：大野豊
- TBSラジオ（JRN）　実況：松下賢次　解説：青島健太　ゲスト解説：三浦大輔
- ニッポン放送（NRN）　実況：師岡正雄　解説：大矢明彦　ゲスト解説：宮本慎也 　ゲスト：北島康介
- 文化放送・ラジオ大阪　実況：松島茂　解説：山崎裕之　ゲスト解説：小林雅英（ロッテ）
- ラジオ日本　実況：小林幸明　解説：関本四十四　ベンチレポーター：岩田暁美
- NACK5　実況：坂信一郎　ゲスト：池山隆寛

第4戦
- NHKラジオ第1　解説：小早川毅彦　ゲスト解説：小林雅英
- 文化放送（NRN）　実況：長谷川太　解説：西本聖　ゲスト解説：星野伸之（阪神）
- TBSラジオ（JRN）　実況：清水大輔　解説：栗山英樹　ゲスト解説：岩村明憲（ヤクルト）
- ニッポン放送・ラジオ大阪　実況：胡口和雄　解説：田尾安志　ゲスト解説：伊東昭光（ヤクルト投手コーチ）
- ラジオ日本　実況：河路直樹　解説：有本義明　ゲスト解説：谷繁元信　ベンチレポーター：岩田暁美
- NACK5　実況：矢野吉彦　ゲスト：富澤一誠、長谷川雄啓